# Gros Cabernet
Gros Cabernet ist eine Rotweinsorte. Zur Abgrenzung von der kleinbeerigen Rebsorte Cabernet Franc wurde die dickbeerige Sorte Gros Cabernet (franz.: dicker Cabernet) genannt. Trotz ihrer Nähe zur Cabernet-Familie ist die Sorte nur noch selten im Département Gironde zu finden (→ Weinbau in Frankreich). Insbesondere in der Gemeinde Saint-Vincent-de-Pertignas stehen noch einige Rebstöcke. Pierre Galet berichtet ebenfalls von einer kleineren Anpflanzung in der Nähe von Adelaide im Bundesstaat South Australia (→ Weinbau in Australien).
Im Jahr 2009 führten J. M. Boursiquot vom Institut ENSAM sowie Carol Meredith von der University of California, Davis eine DNS-Analyse durch. Die Auswertung der Resultate ergab, dass die bekannte Rebsorte Carménère eine natürliche Kreuzung der Sorten Gros Cabernet sowie Cabernet Franc ist. Die alte Sorte Gros Cabernet ihrerseits entstand aus einer Kreuzung der Sorten Fer Servadou und Txakoli.

## Ampelographische Sortenmerkmale
In der Ampelographie wird der Habitus folgendermaßen beschrieben:
- Die Triebspitze ist offen. Sie ist starkwollig weißlich behaart und mit einem sehr leichten karminroten Anflug versehen. Die Jungblätter sind wollig behaart und leicht rötlich gefleckt (Anthocyanflecken), jedoch weniger stark als die Sorte Cabernet Franc.
- Die Blätter sind fünflappig und mäßig tief gebuchtet. Die Stielbucht ist lyren-förmig offen. Das Blatt ist stumpf gezahnt. Die Zähne sind im Vergleich der Rebsorten sehr eng angelegt und kleiner als die des Cabernet Franc. Die Blattoberfläche (auch Spreite genannt) leicht blasig. Im Herbst rötet das Laub nur leicht und hauptsächlich im Bereich der Blattspitzen.
- Die meist konus- bis walzenförmige Traube ist manchmal geschultert, klein und fast schon dichtbeerig. Die rundlichen Beeren sind klein bis mittelgroß und von bläulich-schwarzer Farbe. Die Schale der Beere ist ausgesprochen dünn, aber fest.

Die Trauben reifen Mitte bis Ende Oktober, physiologisch etwa 15 bis 20 Tage später als die des Gutedels.

## Gros Cabernet als Synonymname anderer Sorten
Da der eigenständigen Rebsorte bislang wenig Aufmerksamkeit zuteil kam, ist der Begriff Gros Cabernet eher als Synonym anderer Sorten bekannt. Hauptsächlich in Australien wird die Rebsorte Trousseau auch als Gros Cabernet bezeichnet. In alten Aufzeichnungen wird sogar die Rebsorte Cabernet Franc so genannt.